# Reflexion
Reflexion — готик-лав метал-группа из Финляндии.
Группа была основана в 1996 году, но длительное время выступала без вокалиста. В 1997 году Юха Кюльмянен присоединяется к группе, и становится вокалистом. До 2000 года группа называлась BarbarianZ, но вскоре они изменили своё название на Reflexion. Их первое демо 'Blackness and Moonlight' с 4 песнями было выпущено в 1997.
Дебютный альбом «Out of the Dark» был записан на Soundtrack Studios и выпущен 15 марта 2006 года. Их второй альбом, «Dead to the Past, Blind For Tomorrow» был выпущен 19 марта 2008 года. Третий альбом «Edge» был выпущен 24 февраля 2010 года.

## Дискография

### Студийные альбомы
- 2006 — Out of the Dark (Irond Records)
- 2008 — Dead To The Past, Blind For Tomorrow (Irond Records)
- 2010 — Edge (Out Of Line)

### Синглы
- Undying Dreams (2005)
- Storm (2006)
- Weak And Tired (2008)
- Twilight Child (2008)

### Демо альбомы
Под названием BarbarianZ:
- Blackness and Moonlight (1997)
- Run Like a Tiger (1998)
- Lost (1998)
- Spirit of Eclipse (1999)
- More Than Touch (1998—1999)

## Состав

### Текущий состав
- Юха Кюльмянен — вокал
- Ilkka Jolma — гитара
- Juhani Heikka — гитара
- Mikko Uusimaa — бас-гитара
- Ilkka Leskelä — ударные

## Бывшие участники
- Raymond Pohjola — ударные
- Antti Pikkarainen — клавишные
- Petteri Lehtola — бас
- Vesa Männistö — бас